# Eutoea personaria
Eutoea personaria är en fjärilsart som beskrevs av Walker 1860. Eutoea personaria ingår i släktet Eutoea och familjen mätare. Inga underarter finns listade i Catalogue of Life.